# Granny smith

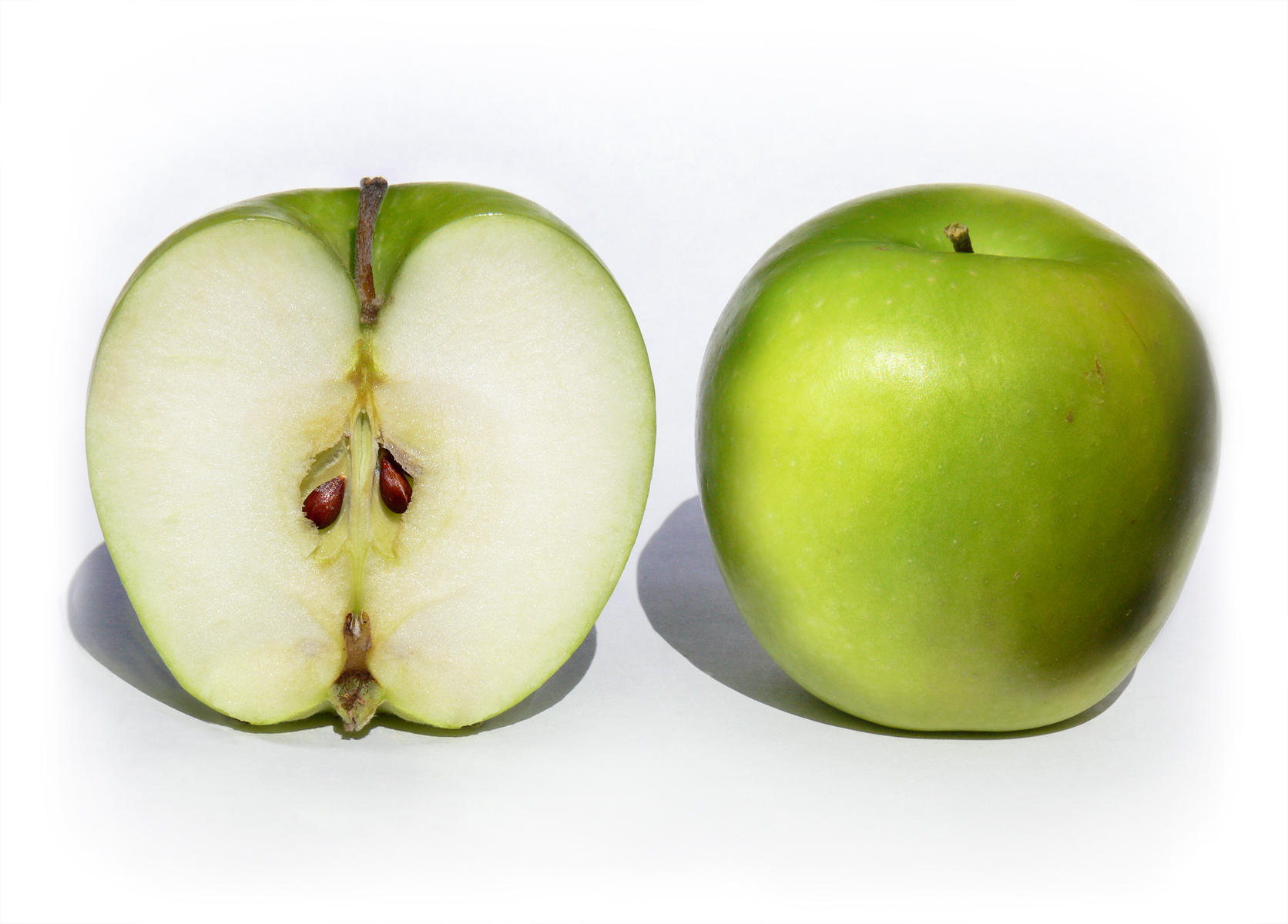
Granny smith

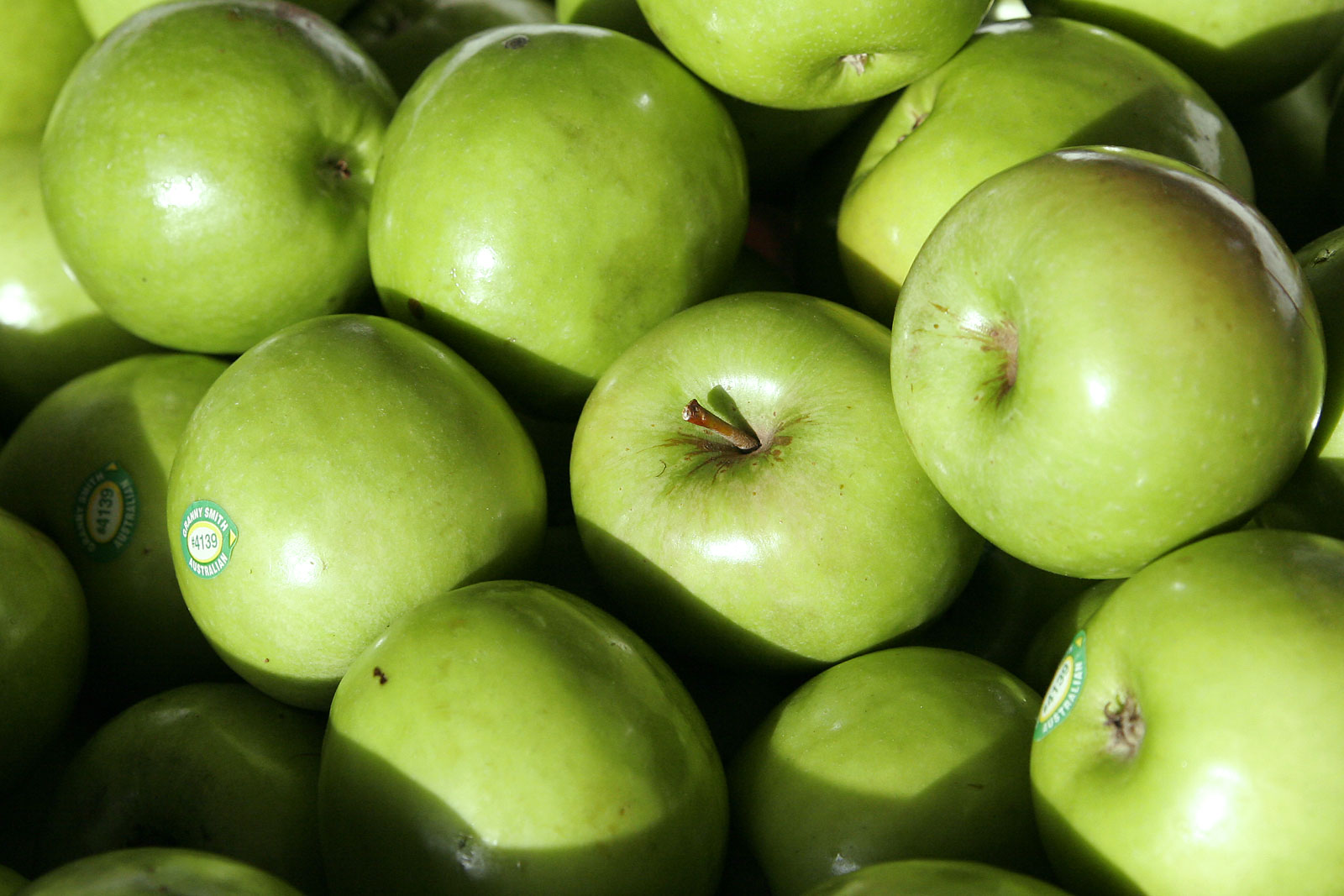
Granny smith

De granny smith is een populair appelras, afkomstig uit Australië. Dit ras werd rond 1868 door Maria Ann (Granny) Smith gekweekt. Er wordt verondersteld dat het een kruising is van de Malus sylvestris, de wilde appel, met een gedomesticeerd appelras.
Spoedig werd de granny smith populair in Nieuw-Zeeland. Rond 1935 werd de soort in Engeland geïntroduceerd en in de jaren 70 in de Verenigde Staten.
Granny smith is een groene appel. Soms hebben ze een gele of rozeachtige blos. De appel is zuur en kan worden gekookt of uit de hand worden gegeten. Ook wordt het ras voor salades gebruikt, omdat de plakjes niet zo snel bruin worden als andere appelrassen.